# Горюново (Хакасия)
Горюново (хак. Курзуннар) — деревня в составе Новомарьясовского сельского поселения Орджоникидзевском районе Хакасии.
Расположена на севере республики, в 4 км к юго-востоку от села Новомарьясово. Число хозяйств — 81.

## Население
| 2002 | 2010 |
| ---- | ---- |
| 225  | ↘193 |